# Sandwich Bay (Canada)
Sandwich Bay is een baai van zo'n 330 km² in de Canadese provincie Newfoundland en Labrador. De baai bevindt zich aan de oostkust van het schiereiland Labrador.

## Geografie
Sandwich Bay geeft niet direct uit in de Atlantische Oceaan, maar heeft zowel een oostelijke als een noordelijke toegang. Deze toegang verleent zich via twee zeestraten, een langs weerszijden van het grote Huntingdon Island (53 km²). Diver Island (3,5 km²), een eiland ruim 3 km ten westen van Cartwright, markeert het beginpunt van de baai.
Het noordelijke begingedeelte ligt geprangd tussen het vasteland van Labrador en de westkust van Earl Island (34 km²) en is met breedtes van 3 tot 6 km relatief smal. Tussen Labrador en de oostkust van Earl Island loopt Favorite Tickle (ook Cartwright Run genoemd), een smalle zeestraat die als het ware een derde toegang tot de baai vormt. Aan deze smalle zeestraat ligt de gemeente Cartwright en het spookdorp Muddy Bay.
Eens ten zuiden van Earl Island verbreedt Sandwich Bay snel en bereikt ze een maximale breedte van 21 km. In het westen kent de baai een 6 km brede inham die zicht opsplitst in twee zij-armen, de mondingsplaatsen van respectievelijk de Eagle River en de White Bear River.
Het zuidelijke hoofdgedeelte van de baai heeft ruwweg de vorm van een driehoek die pal naar het zuiden toe loopt. In de zuidelijke punt van die driehoek versmalt de baai tot een breedte van amper 750 m. Vanaf dat punt draait de baai in westelijke richting en gaat ze nog 6 km ver (met een gemiddelde breedte van iets minder dan 2 km). In dat meest zuidelijke gedeelte mondt ook de Paradise River in de baai uit (met aan de monding het gelijknamige gehucht).

Kaart van het meest noordelijke gedeelte van Sandwich Bay uit 1821